# Anker-Steinbaukasten

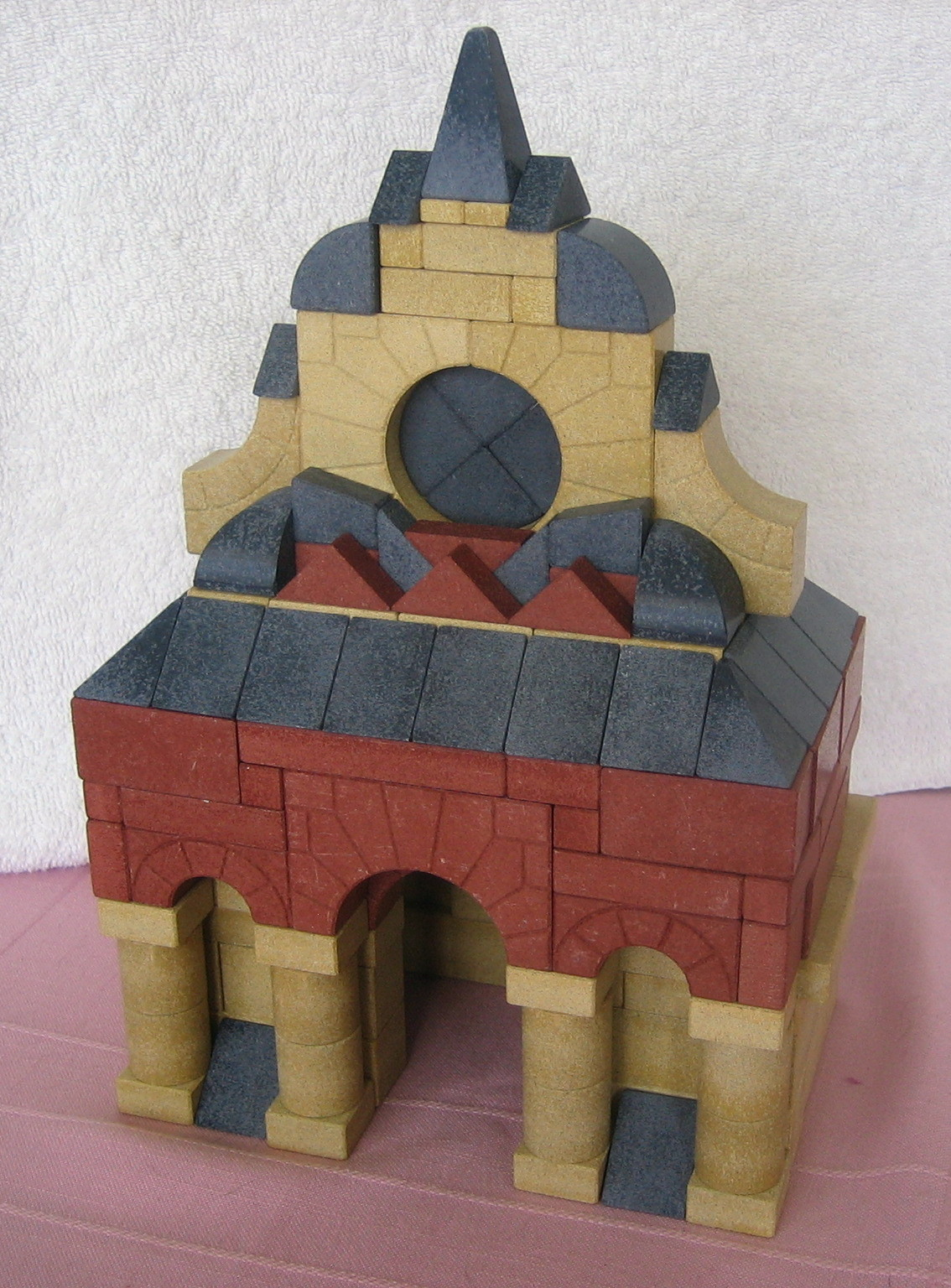
Steinpalast, gebaut mit Plänen und Steinen des Anker-Kastens

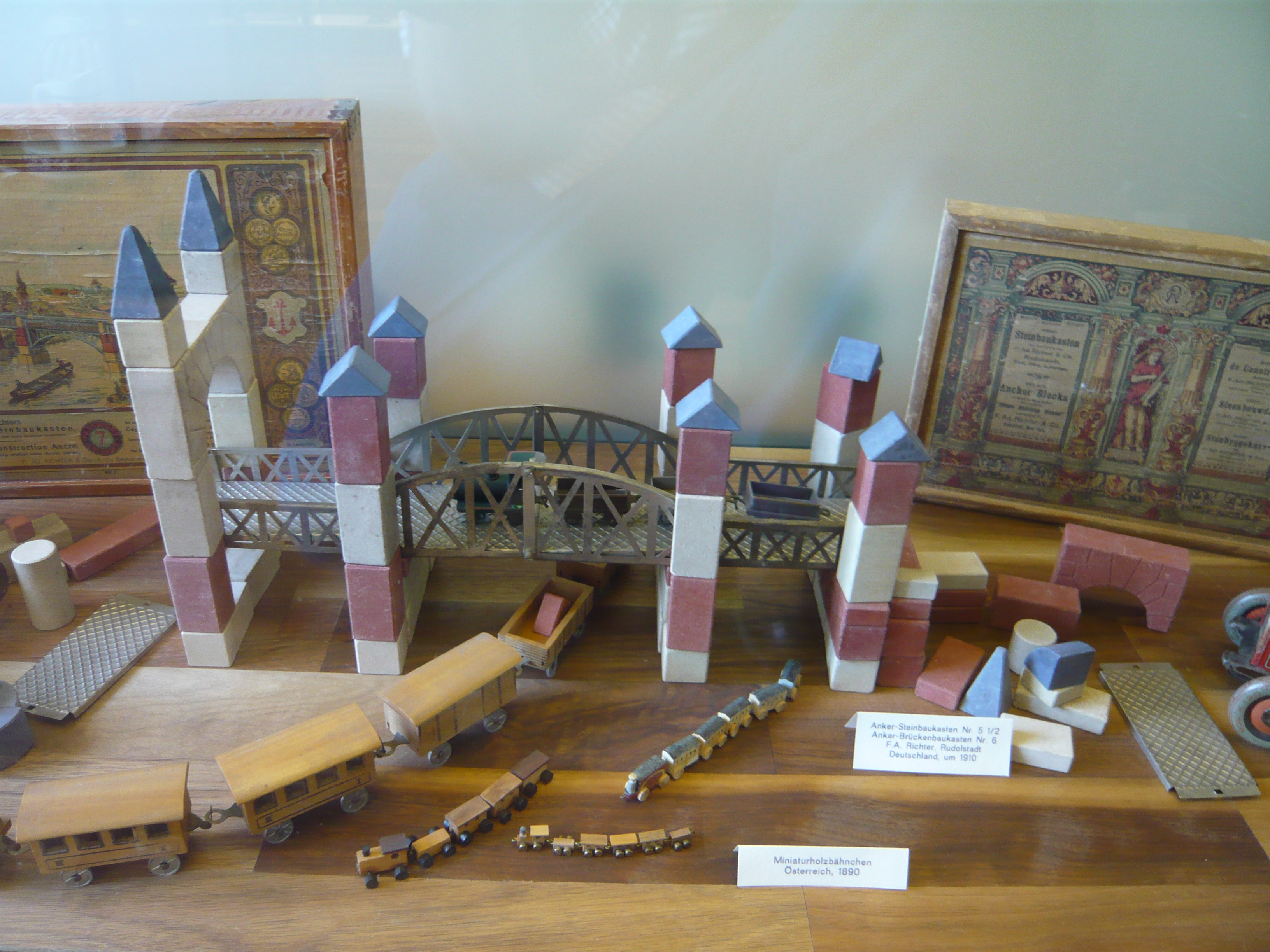
Anker-Steinbaukasten Nr. 5 1/2 und Anker-Brückenbaukasten Nr. 6

Der Anker-Steinbaukasten ist ein früher weltbekannter Klassiker deutschen Kinderspielzeugs, hergestellt im Ankerwerk in Rudolstadt in Thüringen.

## Aufbau und Idee
Anker-Bausteine sind Formteile mit sehr geringen Maßtoleranzen, die aus Sand, Schlämmkreide und Leinöl gepresst und anschließend getrocknet werden. Sie werden vorrangig in den drei Farben Rot, Gelb und Blau hergestellt, entsprechend den drei Baumaterialien Ziegelstein, Sandstein und Schiefer (Dach). Die Bausteine haben eine glatte Oberfläche, liegen schwer in der Hand und kommen ohne Noppen oder Verklebung aus. Das Zusammenhalten der Gebäude basiert allein auf der Statik.
Die Idee des Baukastens basiert auf dem didaktischen Ansatz der Spielgaben des Pädagogen Friedrich Fröbel und entwickelt diese zum Architektur-Modellspiel. Durch ein System aus aufeinander aufbauenden Ergänzungskästen mit beiliegenden Bauanleitungen gilt der Anker-Baukasten als Prototyp des Systemspielzeugs.

## Geschichte

Werbung vom Hof- und Kammerlieferant F. Ad. Richter & Cie. mit Anker-Steinbaukasten (1908)

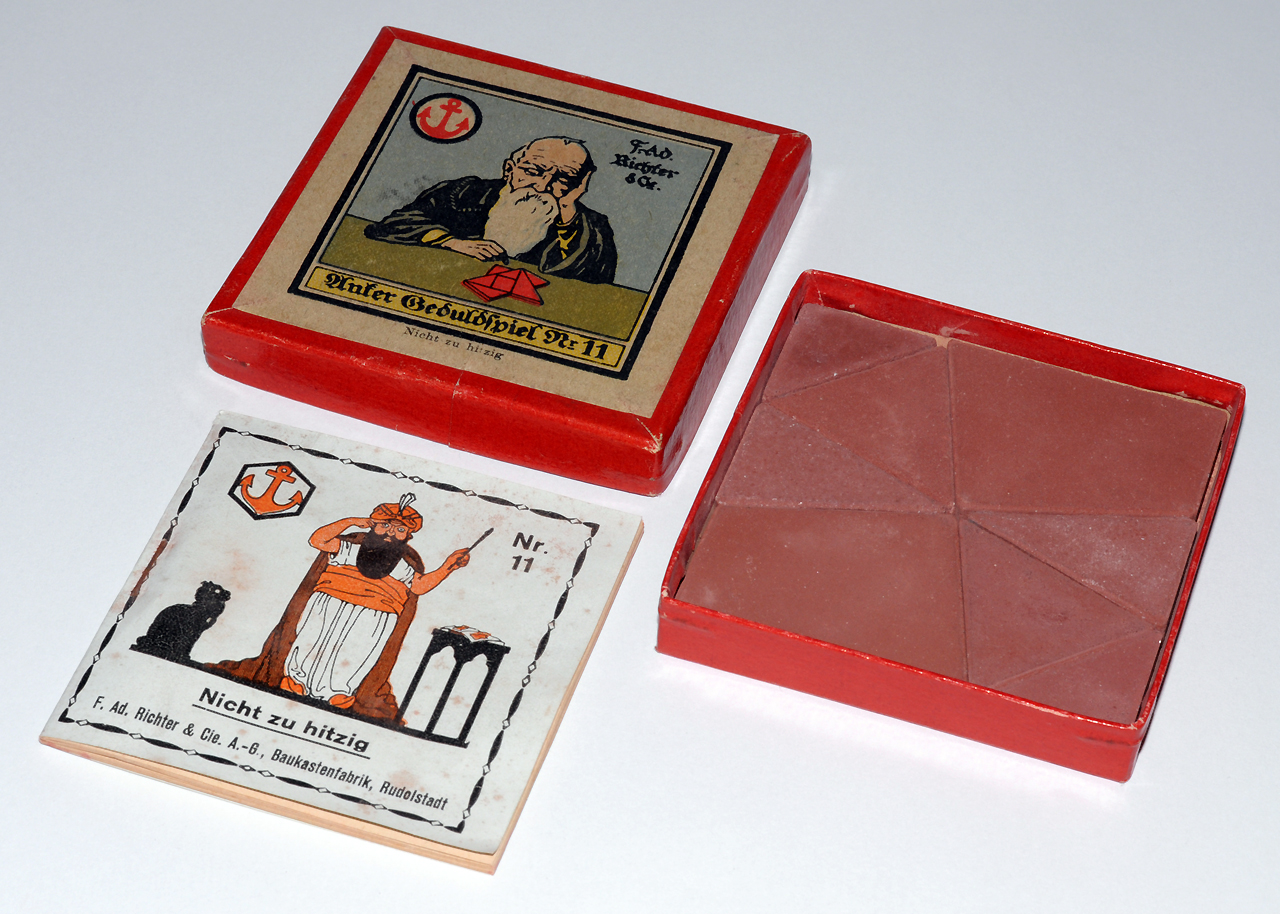
Geduldspiel Nr. 11

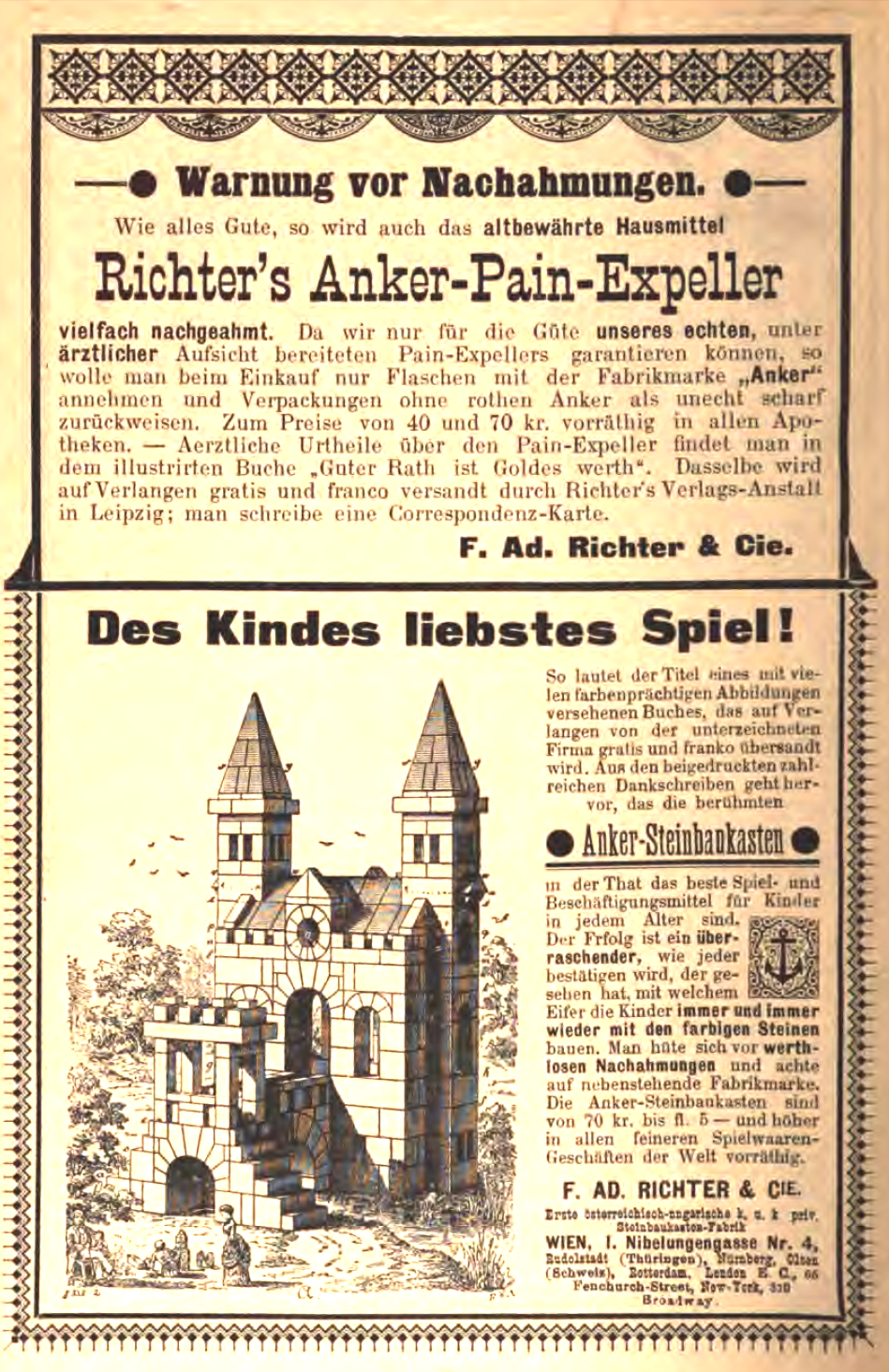
Werbung für Richter’s Anker-Pain-Expeller und für den Anker-Steinbaukasten (1891)

Erfunden wurden die Bausteine von den Brüdern Gustav und Otto Lilienthal, die sie zunächst auch selbst herstellten. Vertrieben wurden die Kästen unter dem Markennamen Georgens. Das Bauen. Allerdings scheiterten sie als Unternehmer, weil sie kein tragfähiges Marketingkonzept hatten. Sie verkauften die Erfindung dem Unternehmer Friedrich Adolf Richter, der die Bausteine patentieren ließ, was die Brüder Lilienthal vorher versäumt hatten. Allerdings nahmen sie ein US-amerikanisches Patent mit dem Hinweis Assignors to Friedrich Adolf Richter. Richter produzierte die Bausteine ab 1882 in seiner pharmazeutischen Fabrik in Rudolstadt. Nach dem Erfolg des Produkts folgte ein langwieriger Patent- und Rechtsstreit zwischen den Erfindern und dem Unternehmer, den Richter schließlich gewann.
In der Kunstanstalt in Rudolstadt entwickelten Künstler, Illustratoren und Architekten die Pläne bzw. Bauvorlagen für die Baukästen. Es entstand ein ausgeklügeltes Erweiterungs- und Ergänzungssystem, das es erlaubte, die Kästen beliebig zu kombinieren. Seit 1895 war der Anker offizielles Markenzeichen, die Anker-Steinbaukästen gewannen zahlreiche internationale Auszeichnungen. Nahezu 40.000 Baukästen verließen um die Jahrhundertwende pro Jahr das Werk an die gut betuchte Kundschaft aus aller Welt, von St. Petersburg bis New York. Als Richter im Jahre 1910 verstarb, gab es Niederlassungen in ganz Europa, den USA und Japan. In Österreich-Ungarn wurde das Spielzeugunternehmen F. Ad. Richter & Cie. k.u.k. Hof- und Kammerlieferant des Kaisers und der Mitglieder der kaiserlichen Familie sowie Hoflieferant weiterer europäischer Höfe. Für Österreich bestand über 40 Jahre hinweg eine Fabrik in Wien. Sie befand sich im Bezirk Hietzing im Bereich Wenzgasse/Larochegasse und zwar auf dem Areal des heutigen Sportplatzes und der Sporthalle 1 des Bundesgymnasiums Wenzgasse.
Nach langen Jahren komplizierter Streitigkeiten um das Erbe Friedrich Adolf Richters führte die Inflation nach dem Ersten Weltkrieg zum völligen Verlust der Rücklagen des Unternehmens. 1921 wurde die Firma grundlegend reorganisiert und in zwei staatliche Aktiengesellschaften aufgeteilt. In der DDR wurden die Firma und die Marke 1953 in den volkseigenen Betrieb „VEB Anker-Steinbaukasten“ umgewandelt. Die Bausteine wurden bis in die 1960er Jahre in Rudolstadt hergestellt, am 31. Dezember 1963 wurde die Produktion offiziell beendet. Von 1880 bis zur Schließung 1963 sollen ca. fünf Milliarden Ankerbausteine verkauft worden sein.
Die Wiederaufnahme der Produktion erfolgte 1995 durch die Anker Steinbaukasten GmbH. Der Ankerstein-Liebhaber Georg Plenge konnte unterstützt durch Mittel der EU und des Landes Thüringen in diesem Jahr mit 26 Mitarbeitern die Produktion eines Grundbaukastens aufnehmen. Bill Clinton übermittelte dem Unternehmen seine Begeisterung über die Ankersteine schriftlich: „Just wonderful“. Bereits Berühmtheiten wie Albert Einstein, Erich Kästner, Walter Benjamin oder Walter Gropius schulten ihre Kreativität mit den bunten Steinen. Zwischenzeitlich war die Ankerstein Manufaktur in Besitz des Spielzeugherstellers Gollnest & Kiesel (goki). Neben neuen Produkten erfolgte in dieser Zeit auch eine erste Erweiterung der Farbpalette. Seit 2017 hat die AWO Rudolstadt den Betrieb übernommen. Die Ankerstein GmbH wird seitdem als Inklusionsbetrieb mit insgesamt etwa 10 Mitarbeitern geführt. Die knapp 2000 verschiedenen Steinformen werden in aktuell 26 Farben produziert und wieder in alle Welt verschickt. Nach vorheriger Anmeldung werden in der Manufaktur Führungen zu Geschichte und Produktion der Bausteine angeboten, in denen die Besucher auch ihren eigenen Ankerstein herstellen können. Für 2024 ist ein Standortwechsel in das ehemalige Post-Hauptgebäude der Stadt Rudolstadt geplant.
Die umfangreiche Steinbaukasten-Sammlung von Tobias Mey mit über 500 Stücken befindet sich seit einigen Jahren im Hermann-Hesse-Museum von Calw. Eine weltweit bedeutende Sammlung von Bauspielzeug beherbergt das National Building Museum in Washington.

## Das erste Systemspielzeug
Die Baukastenserie basiert auf einem System von Grund- und Ergänzungskästen. Die Grundkästen 4 oder 6 können durch den Kauf von Ergänzungskästen (gekennzeichnet durch ein A) nach folgendem Prinzip auf den nächsthöheren Kasten erweitert werden: 6 + 6A = Kasten 8; 8 + 8A = Kasten 10 usw. Ungerade Kastennummern gibt es bei der modernen Kastenserie nicht. Um ein Gebäude nach den Plänen eines Ergänzungskastens zu erstellen, wird der Besitz aller vorangehenden Grund- und Ergänzungskästen vorausgesetzt, so enthält der Ergänzungskasten 16A das Planheft des Kastens 18, das den Steinbestand der Kästen 6, 6A, 8A, 10A, 12A, 14A und 16A verwendet.
Die Kästen aus der Zeit Richters sind in der Systematik bedeutend komplexer, da Richter zahlreiche, auch parallele Varianten von Kastenserien vertrieb. Mit der Nummer der Kästen nimmt die Komplexität der Gebäude und damit auch der Baupläne zu. Für ein Bauwerk aus Kasten 14 benötigt man vier bis sechs Stunden Bauzeit.
Die Manufaktur erweitert stetig das Sortiment, so existiert seit 2021 ebenfalls ein Grundkasten 2 mit passendem Ergänzungskasten 2A, welcher die historische Baukastenserie nach unten hin vervollständigt. Neben den historischen Kästen, die nahezu unverändert hergestellt werden, produziert die Manufaktur auch spezielle Baukästen für Kinder in bis zu 26 verschiedenen Farben.

## Begleithefte
Jedem Baukasten liegen zwei Hefte mit Plänen bei. Ein Heft enthält perspektivische Ansichten der Gebäude, das zweite die Grundrisse und Schnittdarstellungen. Die Spielidee der Kästen besteht darin, die Pläne in Bauwerke umzusetzen. Die heutigen Planhefte sind unveränderte Neudrucke der ursprünglichen Planhefte aus der Zeit vor und um 1900. Sie geben keine real existierenden Gebäude wieder, sondern prototypische Bauformen: der Pavillon, der Aussichtsturm, die Kapelle, der Dom.
Mitglieder des Clubs der Ankerfreunde erweitern die Palette mit eigenen Plänen und Schnittzeichnungen. Einige der neuen Pläne geben reale Vorbilder wieder, wie die Torre de Belém und die Frauenkirche in Dresden.

## Kingstones
Kingstones wurden bis zu ihrer markenrechtlich bedingten Umbenennung unter dem Namen Ankerstones vertrieben. Die Steine bestehen aus Marmormehl und weisen Noppen, ähnlich denen der Legosteine auf. Sie sind weder historisch mit Ankersteinen vergleichbar noch ist das Material dem der Ankersteine ähnlich. Ankersteine sind stets mit glatter Oberfläche produziert worden und weisen niemals Noppen oder andere Haftstrukturen auf. Daher basieren alle Gebäude, die mit Ankersteinen gebaut sind immer auf dem Prinzip der Statik.

## Digitalisate
- J.F. Procházka: Topographisch-statistischer Schematismus des Grossgrundbesitzes im Königreiche Böhmen, zugleich Adressenbuch sämmtlicher bei demselben angestellten Beamten, des Forstpersonals, u.s.w. Selbstverlag J.F. Procházka, Prag 1891, Anzeigenteil Seite 181 Digitalisat